# Chahoumian
Pour les articles homonymes, voir Shahumyan (homonymie).
Chahoumian ou Shahumyan (en arménien : Շահումյան) est une ancienne région de la république du Haut-Karabagh. Sa capitale était la ville de Chahoumian, puis Karvachar, passées toutes deux ultérieurement sous contrôle azerbaïdjanais. En 2010, la région comptait 3 000 habitants pour 1 829,8 km2.
C'est un ancien district de la république socialiste soviétique d'Azerbaïdjan situé alors en dehors de l'oblast autonome du Haut-Karabagh. Jusqu'à la guerre du Haut-Karabagh, la population était majoritairement arménienne. L'entièreté de la région de Chahoumian est revendiquée par la république de facto du Haut-Karabagh.

## Géographie
La région est située à l'extrémité nord du Haut-Karabagh. Ses paysages sont très variés, depuis des plaines à moins de 300 mètres d'altitude au nord-est jusqu'aux montagnes du sud-ouest, dont les sommets culminent à plus de 3 000 mètres.

## Histoire

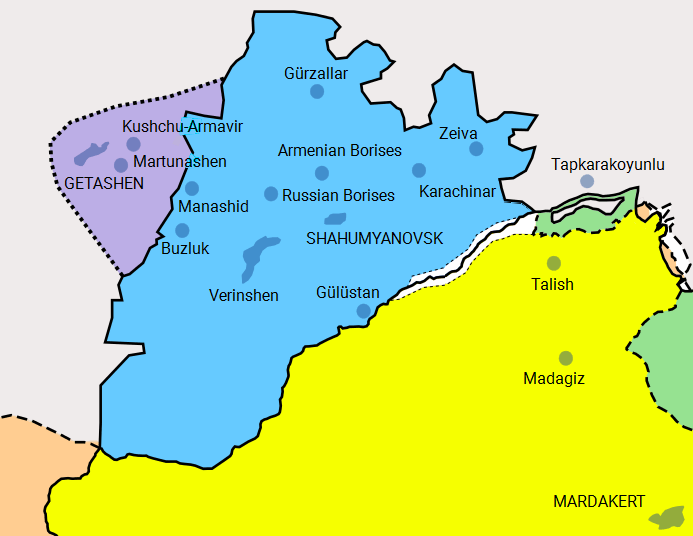
Mise en place des frontières originelles de la région

Dans l'Antiquité, la région de Chahoumian fait partie de l'Artsakh, une des provinces du royaume d'Arménie, puis à partir de 387, elle est intégrée à l'Albanie du Caucase. De nos jours, les Arméniens continuent d'utiliser le nom d'« Artsakh » pour évoquer le Haut-Karabagh.
Au Moyen Âge, Chahoumian fait partie de la principauté de Khachen et malgré les nombreuses dominations par les Arabes et les Perses, continue d'être habitée par des Arméniens.
Durant l'ère soviétique, la région et son centre administratif sont rebaptisés « Chahoumian » en l'honneur du politicien et révolutionnaire bolchevik Stepan Chahoumian.
En 1991, alors que la guerre a déjà débuté, Gorbatchev ordonne une opération durant laquelle l'armée rouge déplace violemment les populations arméniennes des villages de la région vers l'Arménie. À la chute de l'Union soviétique, la région de Chahoumian est réclamée par la république de facto du Haut-Karabagh mais l'armée azerbaïdjanaise en prend le contrôle à l'été 1992 lors de la guerre du Haut-Karabagh. Le gouvernement de Bakou décide alors de rebaptiser la ville Ashağı Ağcakənd, d'intégrer la région au raion de Goranboy et de la repeupler par des réfugiés azerbaïdjanais.
À l'issue du conflit, la république autoproclamée du Haut-Karabagh intègre la plus grande partie du raïon de Kelbadjar au sein de la région de Chahoumian, tout en continuant de revendiquer la partie demeurée sous la souveraineté de l'Azerbaïdjan.
A la fin de la seconde guerre du Haut-Karabagh, et dans le cadre de l'accord de cessez-le-feu signé entre l'Arménie et l'Azerbaïdjan sous l'égide de la Russie le 10 novembre 2020, la région de Kelbajar doit être restituée à l'Azerbaïdjan. Des habitants arméniens expropriés incendient leur maison plutôt que de les abandonner aux Azerbaïdjanais. Le 25 novembre, les unités de l'armée azerbaïdjanaise entrent dans le raion de Kelbadjar, mettant fin à l'existence de la région de Chahoumian, qui échappe au contrôle des autorités de Stepanakert.